# 中国中央电视台体育频道

CCTV-5在奥运会期间使用的台标。在CCTV-16开播前，奥运会期间，频道台呼改为“中国中央电视台奥运频道”。

中国中央电视台体育频道（频道呼号：CCTV-5 体育）是中国中央电视台拥有的一条以普通话广播为主的体育频道，该频道是中央电视台第一条专业性频道，为全国规模最大、拥有世界众多顶级赛事中国大陆地区独家报道权的专业体育频道，于1994年10月1日试播、1995年1月1日正式开播，通过中星6B、鑫诺3号卫星覆盖全国，卫星信号加密播出。全天24小时播出，在中央电视台体育赛事频道开播以前一直是唯一一个覆盖全中国大陆的专业体育频道。

## 历史与发展
1994年3月，中央电视台批准建立体育频道，1994年10月1日在北京33频道试播，每天晚上播出4小时节目。1995年1月1日12点整，该频道正式开播，1995年11月30日，通过亚洲2号卫星覆盖全国，以及中央广播电视塔覆盖北京及周边地区。
2004年5月10日，该频道在中央广播电视塔发射的模拟信号被置换为CCTV-音乐。
2004年葡萄牙欧洲杯期间，该频道推出由张斌主持的赛事杂志类节目《豪门盛宴》，从此开始，每逢世界杯与欧洲国家杯，该频道均会安排此节目作为赛事直播的垫场预热。
2005年9月5日，该频道改为24小时播出。
从2008年北京奥运会开始，该频道台标不再只是出现在左上端，而是根据转播的具体情况，将台标移动到右上端。如比分牌放在荧幕左上方，以前CCTV-5的台标会遮挡住比分牌，而之后会移动到右上方。这样的安排，同样适合于其他频道在直播体育比赛时，如CCTV-1、CCTV-2等频道。从2008年1月1日至9月30日，中央电视台体育频道更名为奥运频道。
2011年1月1日，央视频道正式调整而更换频道标志，其中原有的该频道标志变得更清晰且在下方加上“体育”二字，原有的频道标志继续作为宣传标使用。
2012年5月16日，体育频道首先搬入新台址，并承担伦敦奥运会的转播工作。2012年7月3日至8月，中央电视台体育频道再次更名为奥运频道。
2012年9月28日，该频道进行高清和标清同步播出。
2014年1月15日0时7分28秒，该频道的标清版本的16:9节目播出方式由上下加黑边（Letterbox）方式显示16:9画面改为将16:9播出素材横向压缩成4:3，但是台标还是原先的4:3比例，导致用画面比例为16:9的设备收看该频道标清版时节目没有变形，但台标横向拉伸变形，直到2015年4月1日台标调整才得以解决。
2015年8月，该频道获新英体育授权直播2015-16赛季英超联赛的中国大陆区免费场次，这也是英超时隔12年再次回到全国性的卫星频道，但央视同时亦失去当季西甲联赛的版权。2016年8月1日至8月22日，中央电视台体育频道再次更名为奥运频道。
2017年8月27日，CCTV-5、5+在天津全运会赛事期间的赛事片头（包括《体育新闻》等栏目）出现单线CCTV标识。
2018年初，CCTV-5再次更换包装和频道ID，使用“新址台标+SPORTS”为概念宣传徽标，同时改版包装和节目角标。旗下的CCTV-5+和风云足球频道也一同改版统一换装。2018年2月1日至2月25日，中央电视台体育频道再次更名为奥运频道。
2019年9月底，央视体育旗下频道（CCTV-5、5+、风云足球、高尔夫·网球）再度更换包装和频道ID，不再使用单线“CCTV.”宣传徽标，改回现行双线台标。
2019年12月17日起，「中央廣播電視總台央視體育頻道」落地澳門，觀眾可通過重新搜台於基本電視頻道第79台免费收看。2021年7月21日至8月8日东京奥运会期间，中央电视台体育频道再次更名为奥运频道，该次调整也是CCTV-5最后一次调整为奥运频道。

## 播出
广电总局禁止除央视以外的所有电视台，直接购买奥运会、亚运会和世界杯及其预选赛的转播权。在夏季奥运赛事期间，台标和呼号会作相应更改，频道会改名为“奥运频道”，台标则改成台标中的字母“CCTV”下加挂奥运五环标志（2000年开始使用，初期为1998年6月1日启用的单线透明“CCTV”下加“奥运五环”的台标，2001年换为双线“CCTV”台标后改为使用双线“CCTV”下加“奥运五环”的台标）。2018年冬季奥运会赛事期间，亦会更换为“奥运频道”台标（在此之前的冬奥会期间仅宣传片花使用）。2021年10月25日CCTV-16开播后，CCTV-5奥运会赛事期间临时更名为“奥运频道”及更换为“奥运频道”台标的安排亦随之取消。
在奥运会、亚运会等大型综合性运动会期间，该频道作为赛事转播主频道，全天候承担赛事转播工作。2021年10月25日CCTV-16开播后，CCTV-16取代CCTV-5成为赛事转播主频道，CCTV-5改为赛事精选频道，重点安排转播高关注度场次赛事。自杭州第19届亚运会起，赛事转播启用CCTV-5和CCTV-16双主频道机制。
在奥运频道台标期间，按照奥林匹克宪章规定，奥运五环标志不得用于商业用途，因此广告期间奥运五环台标会消失，直至节目继续时恢复台标显示。其次为了记分牌不被遮盖，奥运期间台标放置到右上方，待奥运结束后台标恢复左上方几天后恢复CCTV5台标。
与央视其它免费频道一样，CCTV-5会在北京时间每天早上6:00前后播放中华人民共和国国歌。2012年至2018年期间，该频道播出的国歌画面与其它频道播出的画面不同，同步播出的画面为中国运动员在奥运会上夺取金牌的场面；现与央视其它频道一样，使用统一的国歌MV。

## 节目

### 在播节目

#### 体育资讯节目
- 《体坛晨报》（早间）
- 《体坛快讯》（午间）
- 《体育新闻》（傍晚）
- 《体育世界》（夜间）（重大体育赛事举办期间，更名为《全景ooo》）

#### 赛事专题节目
| 常规播出 - 《天下足球》 - 《足球之夜》 - 《篮球公园》 - 《棋牌乐》 - 《ATP周刊》（外购节目） - 《田径杂志》（外购节目） - 《足球华彩》 - 《国际足球赛场》（风云足球频道编辑部制作的赛事录像） - 《世界职业拳王争霸赛》（直播或录播国际职业拳击赛事） | 特定赛事期间播出 - 《足球盛宴》（国际足联世界杯、欧洲足联欧洲杯期间） - 《我爱世界杯》（国际足联世界杯期间） - 《英超精华》（外购节目，英超赛季中播出） - 《冠军欧洲》（欧洲冠军联赛期间） - 《欧冠开场哨》（欧洲冠军联赛期间） |

#### 健身节目
- 《健身动起来》(健身操)
- 《运动一起赢》（群众体育运动）

### 下档节目
| - 《英超世界》（外购节目，英超赛季中播出） - 《NBA最前线》（NBA联赛期间） |

## 赛事转播权及其它版权问题
2018年下半年，随着PPTV（苏宁体育）获得德甲、意甲及欧冠在中国大陆地区的独家版权，央视也失去了上述赛事的转播权。欧洲五大联赛中，央视只能直播英超的免费场次以及关注度相对较低的法甲赛事。上述赛事版权的失去也使得CCTV-5部分节目受到影响。如国际足球专题节目《天下足球》几乎变成“英法足球”甚至“法甲精华”，欧冠专题节目《冠军欧洲》更是一度停播，体育新闻类节目中也长期不见相关报道。最终，经过与苏宁方面的协商，央视重新获得了欧冠和意甲的转播权。2019-20赛季起，苏宁体育取代新英体育成为英超在中国大陆的持权转播商，央视获得了部分免费场次的转播权（每轮两场网络转播+两场电视网络同播）。2019-20赛季，央视对欧冠小组赛的直播也采取了与英超类似的模式，每个比赛日采取两场网络转播+两场电视网络同播的模式。随着2019-20赛季起英超版权、2021-22赛季起欧冠版权再次易主，央视对英超及欧冠的直播也暂告一段落。
2021/22赛季伊始，由于奥运会、全运会等占用了大量资源，央视在欧洲主流足球联赛开赛后的一段时间并未安排这些赛事播出，新闻节目中也难以见到相关报道，王牌节目《天下足球》只能播出时效性不彰的盘点纪录片，甚至因为其它赛事的转播安排而停播了数期。2021年10月2日，央视时隔三年恢复了德甲的转播，24日恢复了法甲的转播，11月6日恢复了意甲的转播。2022年8月，央视再次恢复播出英超赛事。2024年9月，央视时隔九年再次恢复播出西甲赛事。截至2025年3月，中央广播电视总台已拥有除意甲外欧洲五大联赛的播映权。
另外，尽管央视拥有NBA在中国大陆地区的播映权，但仍受限制：早期央视网络平台多会直接屏蔽直播信号；2022年3月恢复常态播出后，央视网、央视频、央视体育等平台均可正常直播，但只有央视频提供回看及点播。一些提供CCTV-5直播的第三方APP也会在赛事期间临时下架CCTV-5。2019-20赛季，因莫雷涉港言論爭議，CCTV-5中止NBA的转播长达两年之久（期间曾转播该赛季总决赛最后两场）。2022年3月，央视恢复NBA转播。
2024年9月5日，国足在世界杯预选赛18强首轮比赛中客场迎战日本。通常会转播国足比赛的央视体育频道没有转播，央视方面表示赛事版权方亚足联代理公司亚洲足球集团（AFG）报价畸高，无法接受，考虑到国家利益至上的原则，没有选择冒着高价拿下转播权。之后的几场比赛，央视也未能安排直播。
长期以来CCTV-3、5、6、8四条频道仅限有线电视传输，各IPTV平台亦只能通过变通的方式提供CCTV-5的赛事（如百视通平台的“超级体育”就经常转播CCTV-5的赛事，一些地方的IPTV平台也会提供爱上总平台之轮播CCTV-5赛事的“IPTV5+”频道）。随着政策放宽和技术提升，卫传中心也开始向各省IPTV播控平台逐渐开始授权上线CCTV-3、5、6、8四条频道，而近年一些省级广电网络公司因资金链断裂而拖欠卫传中心转播费导致CCTV-3、5、6、8四条高标清频道被停传事件也频频发生（通常为黑屏或有线网络机房切入户户通标清信源等操作）。